# Kačer Daffy
Daffy Duck neboli bláznivý kačer je hrdina kreslených seriálů Looney Tunes a Merrie Melodies společnosti Warner Bros.

Postava tohoto kačera se poprvé objevila na filmové plátně 17. dubna 1937.

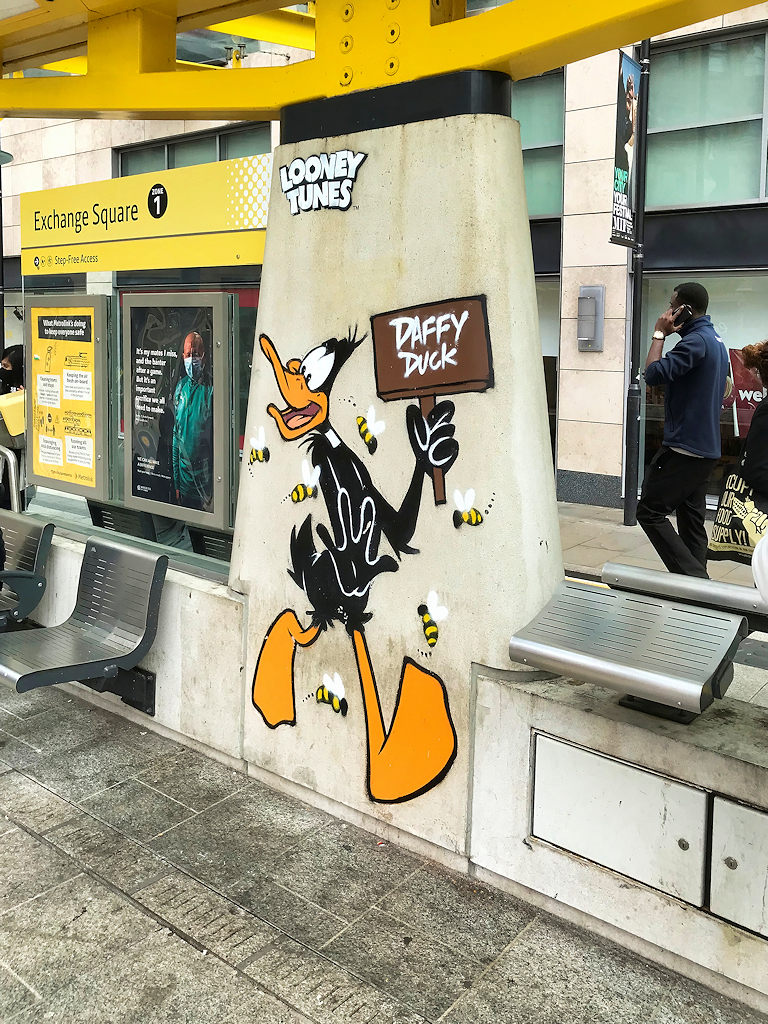

Od té doby byl hrdinou mnoha krátkých filmů, ale i celovečerních kombinovaných komedií.